# デューゼンバーグ

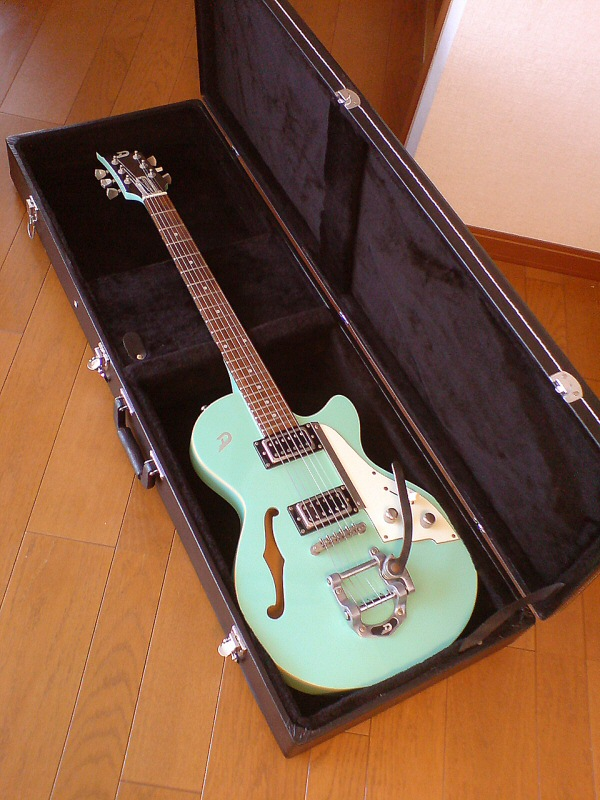
デューセンバーグ Star Player Special

デューゼンバーグ（Duesenberg Guitars）はドイツにあるエレクトリックギター、エレクトリックベース製造メーカーである。ディーター・ゲルスドルフ (Dieter Gölsdorf) が設計する同社のギターは、古典的なエレキギターの形状を踏襲していながら特有のアール・デコスタイルを持っている。ピックアップ（シングルコイル、ハムバッカー、P-90を含む全てのハードウェアは社内で設計されている。また、すべてのモデルの組み込みはハノーファーの同社工場で行われている。
2008年現在、6弦または12弦のソリッドもしくはセミアコースティックのエレキギターをラインナップしている。カール・カールトンやロン・ウッド、キース・リチャーズ、マイク・キャンベル、日本人では椎名林檎のシグネチャーモデルを販売している。代表機種「Starplayer TV」の最新型ではピエゾピックアップをブリッジに内蔵している。
また、ビグスビータイプのトレモロユニットを自社で開発している。ビグスビーを参考にし、弦をロック可能にしたトレモロユニットや、ボルトオンで取り付け可能なB-ベンダーユニットを製造している。

## 主なモデル

### ホロウボディ
- Duesenberg Starplayer TV

Starplayer IIに替わって登場した、デューゼンバーグの代表機種。ボディがStarplayer IIではフラットトップだったが、こちらはアーチトップとなっている。トレモロユニットの無いモデルもある。
アーティストモデルとして、ボディの中央に白いラインが入った「マイク・キャンベルモデル」、金と黒の細かい市松模様の「椎名林檎モデル"市松"」などがある。
- Duesenberg Starplayer TV Plus

Starplayer TVのブリッジにピエゾピックアップを搭載したモデル。
- Duesenberg Starplayer TV Rebound

2ハムバッカー仕様と、自社製のLittle Toasterピックアップ仕様のモデルがある。
- Duesenberg Starplayer TV Fullerton

Starplayer TVのダブルカッタウェイモデル。
- Duesenberg Starplayer III

Starplayer IIの後継モデル。
- Duesenberg Starplayer V

日本限定モデル。
- Duesenberg Carl Carlton

通称「C.C.」。ピックアップなどの基本的構造はStarplayer TVと同じだが、ボディが大きくなっている。
- Duesenberg Fullerton C.C.

Carl Carltonのダブルカッタウェイモデル。
- Duesenberg Double Cat

ダブルカッタウェイモデル。6弦と12弦のモデルがある。
- Duesenberg Imperial

同社唯一のフルアコースティックモデル。
- Duesenberg Starplayer II

Starplayer TVが登場するまでの代表モデル。現在は生産中止。

### ソリッドボディ
- Duesenberg Starplayer Special

ソリッドボディの定番モデル。
- Duesenberg Dragster

1ピックアップ仕様。ボディはシングルカッタウェイとダブルカッタウェイのモデルがある。
- Duesenberg The 49er

Adjustable STB Systemを搭載した、弦をボディ裏から通すタイプのモデル。
- Duesenberg V-Caster

シンクロナイズド・トレモロ・ユニットを搭載し、ピックアップにシングルコイルが3つ搭載されたモデル。現在は生産中止。
- Duesenberg D-Caster

Swell-Effectスイッチが搭載されており、オンにする事でバイオリン奏法が可能なダブルカッタウェイモデル。
- Duesenberg D-Caster Toaster

D-Casterのピックアップをシングルコイル2つ（フロント、センター）、ハムバッカー1つ（リア）に変更したモデル。
- Duesenberg Rocket

変形ボディ。形状はギブソンのフライングVに似ている。

## 主な使用アーティスト
- ジョー・ウォルシュ
- ロン・ウッド
- ミック・ジャガー
- ジョン・メイヤー
- ヴィンス・ギル
- ロビー・マッキントッシュ
- ジョニー・デップ
- 椎名林檎